# Кентербери, Чандлер
Чандлер Кентербери (англ. Chandler Canterbury; род. 15 декабря 1998) — американский актёр.

## Биография
Родился в Хьюстоне, штат Техас, США, в семье Кристин и Рассела Кентербери. У Чандлера есть старший брат Колби, 1997 года рождения, и сестра Шелби, 2002 года рождения.

## Карьера
В 2007 году сыграл первую роль в телесериале «Мыслить как преступник».
В 2008 году Чандлер Кентербери отправился в Голливуд, чтобы принять участие в съемках фильма Дэвида Финчера «Загадочная история Бенджамина Баттона» в роли восьмилетнего «старого» Бенджамина Баттона (с Брэдом Питтом и Кейт Бланшетт в главных ролях).
В 2009 году сыграл Калеба, сына героя Николаса Кейджа, в фантастическом фильме-катастрофе режиссёра Алекса Пройаса «Знамение». В этом же году снялся в фильме «Гари, тренер по теннису».
Чандлер принял участие в съёмках драмы «Окись» вместе с Джессикой Билл, Эдди Редмэйном, Патриком Суэйзи и Форестом Уитакером.
Вместе с Кристиной Риччи и Лиамом Ниссоном он появился в триллере 2009 года «Жизнь за гранью». В октябре 2010 на экраны также вышел фильм «Потрошители» с Джудом Лоу и Форестом Уитакером в главных ролях, где Чандлер исполнил эпизодическую роль.
13 февраля 2012 года начались съемки фильма «Гостья», где он играет младшего брата главной героини Мелани/Анни. В главных ролях там снялись такие актёры как Сирша Ронан (Мелани/Анни), Макс Айронс (Джаред) и Джейк Абель (Иен О’Ши).
Помимо актёрской работы, Чандлер занимался фехтованием, баскетболом и бейсболом.

## Премии
В 2008 году Кентербери был награждён премией Young Artist Award в категории «Лучший молодой актер» за роль в эпизоде «In Name and Blood» телесериала канала CBS «Мыслить как преступник».

## Фильмография
| Год  |   | Русское название                      | Оригинальное название               | Роль                            |
| ---- | - | ------------------------------------- | ----------------------------------- | ------------------------------- |
| 2007 | с | Мыслить как преступник                | Criminal Minds                      | Дэвид Смит                      |
| 2008 | ф | Загадочная история Бенджамина Баттона | The Curious Case of Benjamin Button | Бенджамин в 8 лет - в 1995 году |
| 2009 | ф | Гари, тренер по теннису               | Balls Out: Gary the Tennis Coach    | Молодой Гари                    |
| 2009 | ф | Окись                                 | Powder Blue                         | Билли                           |
| 2009 | ф | Знамение                              | Knowing                             | Калеб Кестлер                   |
| 2010 | ф | Жизнь за гранью                       | After.Life                          | Джек                            |
| 2010 | ф | Потрошители                           | Repo Men                            | Питер                           |
| 2011 | с | Грань                                 | Fringe                              | Питер Бишоп (8 лет)             |
| 2012 | ф | Маленький красный вагон               | Little Red Wagon                    | Зак Боннер                      |
| 2013 | ф | Гостья                                | The Host                            | Джейми Страйдер                 |
| 2013 | ф | Козлиный остров                       | Standing Up                         | Хоуи                            |
| 2013 | ф | Когда поют ангелы                     | Angels Sing                         | Дэвид Уолкер                    |
| 2014 | ф | Пластиковый Иисус                     | Plastic Jesus                       | Малик                           |